# Cameraria guttifinitella
Cameraria guttifinitella là một loài bướm đêm thuộc họ Gracillariidae. Loài này có ở Canada (Manitoba, Québec) Hoa Kỳ (bao gồm Texas, California, Kentucky, Maine, Maryland, Michigan, New York, Vermont, Connecticut và Illinois).
Sải cánh dài khoảng 7 mm.
Ấu trùng ăn Rhus toxicodendron, Rhus toxicodendron, Toxicodendron pubescens và Toxicodendron radicans. Chúng ăn lá nơi chúng làm tổ.